# Vlaamse kermis

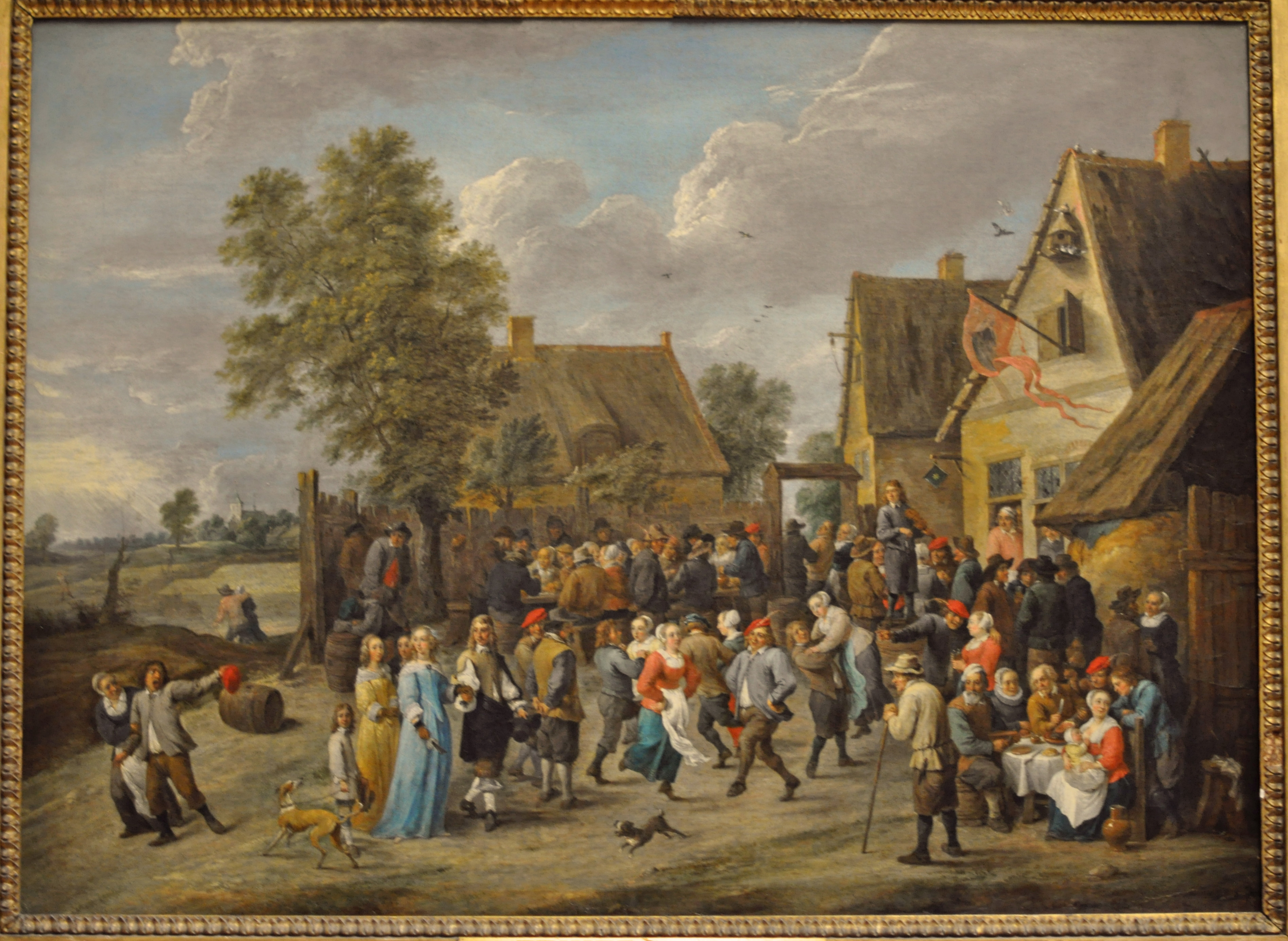
David Teniers II Vlaamse kermis. 1652, Koninklijke Musea voor Schone Kunsten van België

Een Vlaamse kermis is een typisch Vlaams volksfeest met verschillende kraampjes en activiteiten, die eerder teruggaan tot het traditionele volksvermaak. Activiteiten zijn onder andere met ballen gooien naar blikken, sjoelen, darten, boogschieten, ezeltje-prik.
Dit gaat gepaard met vaak veel bier en andere versnaperingen zoals rijstpap, gebakken worsten en wafels.